# Gieboldehausen
Gieboldehausen [ɡiˌbɔldə.haʊ̯zn̩] (niederdeutsch Chiwelehusen) ist ein Flecken sowie Mitgliedsgemeinde und Sitz der Samtgemeinde Gieboldehausen im Landkreis Göttingen in Südniedersachsen (Deutschland).

## Geographie
Gieboldehausen liegt ungefähr 11 Kilometer nördlich von Duderstadt und 22 Kilometer östlich von Göttingen am nördlichen Rand des Untereichsfeldes. Die Gemarkung befindet sich am Zusammenfluss von Hahle und Rhume am Rande der Goldenen Mark. Nördlich und östlich verläuft der Höhenzug des Rotenbergs (Heimkenberg: 274 m, Kethanteichskopf: ca. 260 m), im Südosten beginnen die nördlichen Ausläufer der Hellberge (Lohberg: 228 m).
Am nördlichen Ortsrand liegt das Naturschutzgebiet Rhumeaue, Ellerniederung, Schmalau und Thiershäuser Teiche.
Nachbarorte sind Bodensee, Bilshausen, Hattorf am Harz, Rollshausen, Wollershausen, Wollbrandshausen und Rüdershausen.

## Geschichte

### Mittelalter
Erstmals erwähnt wurde Gieboldehausen am 25. Mai 1003 als Ausstellungsort einer Urkunde von König Heinrich II. unter dem Namen „Gebehildehuson“. Damit gehört der Ort zu den wenigen Siedlungen, deren Name sich auf einen weiblichen Personennamen – Gebehild – bezieht. Es wird vermutet, dass bereits zwischen 500 und 800 nach Christus aus umliegenden Wüstungen ein Haufendorf entstanden war.
Verschiedene Erwähnungen lassen vermuten, dass es in Gieboldehausen bereits im 10. Jahrhundert eine Burg gab. Diese Vermutung entstand dadurch, dass das Kloster Gandersheim in den Jahren 1256 und 1324 zwei Besitzbestätigungen für die Kirche St. Laurentius in Gieboldehausen ausstellte. Vorangegangen war eine Übertragung des Grafen Biso zu einem nicht näher bestimmbaren Zeitpunkt am Ende des 9. oder in der ersten Hälfte des 10. Jahrhunderts, welcher seine Burg und weitere Besitzungen in Gieboldehausen dem Kloster Gandersheim überlassen hatte. Diese Burg lässt sich eventuell im Bereich der Kirche lokalisieren. Am Südrand des Ortes ist aber auch eine stark verschliffene, ca. 1 ha große Befestigung namens Vogelsburg bekannt. Diese kann aber auch mit einem aufgrund des Aufenthalts von Heinrich II. zu postulierenden Königshof zusammenhängen.
Im Jahr 1291 findet die Burg Gieboldehausen des Herzogtum Braunschweig-Lüneburg im Zusammenhang mit ihrer Zerstörung durch den Hildesheimer Bischof Siegfried II. von Querfurt eine weitere Erwähnung. Im gleichen Jahrhundert nahm die Burg zudem zentrale Verwaltungsaufgaben wahr. Sie war der Verwaltungsmittelpunkt für die umliegenden Ortschaften und der Sitz der Amtleute, die ab dem 14. Jahrhundert bezeugt sind. Als Sitz der Burgmannen trat die nicht mehr erhaltene Eulenburg nahe der Rhume in Erscheinung. Auch das „Haus auf dem Wall“, welches unter dem Namen Schloss Gieboldehausen bis heute besteht, wurde damals als Burgmannensitz genutzt.
Ab dem 13. Jahrhundert war Herzog Heinrich I. im Besitz von Gieboldehausen, der den Ort an seine drei Söhne, Heinrich, Ernst und Wilhelm vererbte, die ea anschließend gemeinsam besaßen. 1334 verpfändete Ernst sein Drittel an seinen Bruder Heinrich, wobei dieser wiederum seine Hälfte des Ortes, mit dem Gericht zu Bernshausen, am 9. August desselben Jahres an Balduin den Erzbischof von Trier, als Pfand übergab. Dieser sollte die ihm überschriebenen Güter bis 1336 behalten, er zahlte 600 Mark und gab sein Versprechen ab, 100 Mark in die Burg Gieboldehausen zu investieren. Die Einlösung 1336 fand nicht statt, der Ort blieb bis 1341 verpfändet, bevor im folgenden Jahr Herzog Heinrich II. Gieboldehausen an den Kurfürsten von Mainz, Heinrich III. verkaufte. Jene Hälfte, die zwischenzeitlich an Graf Otto von Lutterberg verpfändet war, wurde mit 200 Mark eingelöst. Daraufhin leisteten Otto von Lutterberg, Hartmann von Sulingen und die übrigen Burgmannen, nebst den Einwohnern des Ortes, dem neuen Herrn die Huldigung. Dieser versicherte ihnen, sie bei ihren alten Rechten und Gewohnheiten zu belassen. Eine Fehde zu Beginn des 15. Jahrhunderts brachte Gieboldehausen in den Besitz des Grafen Heinrich von Hohnstein und seiner Söhne Heinrich, Ernst und Günther, sowie des hessischen Landgrafen Hermann II. Nach dem Friedensschluss traten diese den Ort wieder an den Mainzer Kurfürsten Johann II. ab, welcher Gieboldehausen an seinen Bruder Adolf von Nassau, dem Oberamtmann des Eichsfeldes verpfändete, jedoch die Bedingung daran knüpfte, dass dieser innerhalb von vier Jahren 2000 Gulden an dem Schloss verbauen sollte.
Seit 1450 wurde Gieboldehausen in den Quellen als Flecken bezeichnet und besaß Markt- und Braurecht. Der Aufstieg zum Flecken mag auch daran liegen, dass in dieser Zeit die, in der Gieboldehäusener Feldflur gelegenen Orte Bennigeshausen, Dodenhausen, Gerbershausen, Jakobshagen, Lemmershausen, Marsfeld und Werkshausen zerstört wurden. Ihre Anwohner siedelten nach der Aufgabe ihrer Dörfer nach Gieboldehausen über.

### Neuzeit
Während der Kriege des 17. und 18. Jahrhunderts war der Ort von Einquartierungen und Kontributionszahlungen sowie von Plünderungen betroffen. Daneben traten auch Brände auf, die Teile von Gieboldehausen zerstörten. Diese ereigneten sich in den Jahren 1694, 1712 und 1850, wobei 1850 zudem, nur einige Tage nach dem Brand, eine Choleraepidemie den Ort befiel, die das Leben von 324 Menschen forderte. Bis zur Einführung der Kreisordnung 1885 war Gieboldehausen Gerichts- und Verwaltungssitz des gleichnamigen Amtes im Untereichsfeld. Mit dem Verlust des Amtssitzes im Rahmen der neuen Kreisordnung von 1885 ging ein tragendes Element des Ortes verloren, welches Gieboldehausen in seiner Geschichte stark geprägt hat. Lediglich das Amtsgericht blieb bis zum Jahr 1932 bestehen. Mittelpunkt der gleichnamigen Samtgemeinde wurde Gieboldehausen im Jahre 1971.

### Gerichtswesen
Erstmals wurde das Gericht zu Gieboldehausen im Jahre 1396 genannt. Entwickelt hat es sich wohl aus dem mainzischen Vogtgericht nach dem Übergang Gieboldehausens von Braunschweig an Mainz. Ursprünglich lag diese Gerichtsbarkeit im Gegensatz zum Gogericht, welches sich in Bernshausen befand. Die Lösung stellte schließlich das Aufgehen der vogteilichen Gerichtsbarkeit in die Gogerichtsbarkeit dar. Auf diese Weise hielten die Gieboldehäusener Vögte in Bernshausen seit Mitte des 15. Jahrhunderts, an Stelle der gekorenen Richter, das Landgericht ab, der Richter des Amtes Gieboldehausen führte von diesem Zeitpunkt an den Titel des Landrichters. Eine Verschiebung in der sozialen Stellung dieser Richter fand ab dem Ende des 15. Jahrhunderts statt. Nicht mehr der ortsansässige Adel belegte die Positionen, sondern bürgerliche Einwohner drängten vermehrt in das Amt des Richters. Schwerpunkt der Rechtsprechung im Amt Gieboldehausen blieb weiterhin Bernshausen, auch wenn Gieboldehausen nun ein eigenes Gericht besaß. Nach dem Reuterschen Lagerbuch von 1684 erschienen in Gieboldehausen hauptsächlich die im Ort ansässigen Einwohner vor dem Gericht in ihrem eigenen Dorf. Dabei bestand das örtliche Gericht, wie jenes in Bernshausen, außer dem Richter aus einem Aktuarius und zwölf Schöffen. Die bedeutende Stellung des Gieboldehäusener Amtsrichters wird deutlich, wenn man den Blick auf den Punkt wendet, dass er Stellvertreter des Rusteberger Oberamtmannes war, welcher an allen Gerichtsorten des Amtes den Vorsitz innehatte. Mit dem Duderstädter Stadtschultheißen versah der Amtsrichter daneben noch, bis zum Ende des Mainzer Kurstaates, das Westergericht vor Duderstadt. Die Trennung von Amtsverwaltung und Gericht fand erst, im Rahmen der Windthorstschen Justizreform, im Jahre 1852 statt. Als das Königreich Hannover, im Zuge der Verringerung der Amtsgerichte in ihrem Territorium das Amtsgericht Lindau auflöste, wurde es 1859 dem im Gieboldehausen zugeschlagen. Dieses wiederum fand sein Ende am 1. Oktober 1932, als es mit dem Duderstädert Amtsgericht vereinigt wurde.

## Politik

### Rat
Der Rat des Fleckens Gieboldehausen setzt sich aus 15 Ratsfrauen und Ratsherren zusammen, einschließlich der nebenamtlichen Bürgermeisterin.
|      | CDU | GfG | SPD | GRÜNE | FDP | Gesamt   |
| 2021 | 5   | 5   | 4   | —     | 1   | 15 Sitze |
| 2016 | 9   | 4   | —   | 2     | —   | 15 Sitze |
| 2011 | 6   | 4   | 3   | 1     | 0   | 14 Sitze |
| 2006 | 9   | —   | 4   | —     | 2   | 15 Sitze |

### Wappen
Die Wappenbeschreibung lautet: Schild geteilt; oben in Gold ein roter Giebel mit schwarzen Fachwerkbalken; unten in Rot das sechsspeichige goldene Kurmainzer Rad.

### Partnerschaft
Gárdony, Ungarn (2007)

## Kultur und Sehenswürdigkeiten

### Schloss

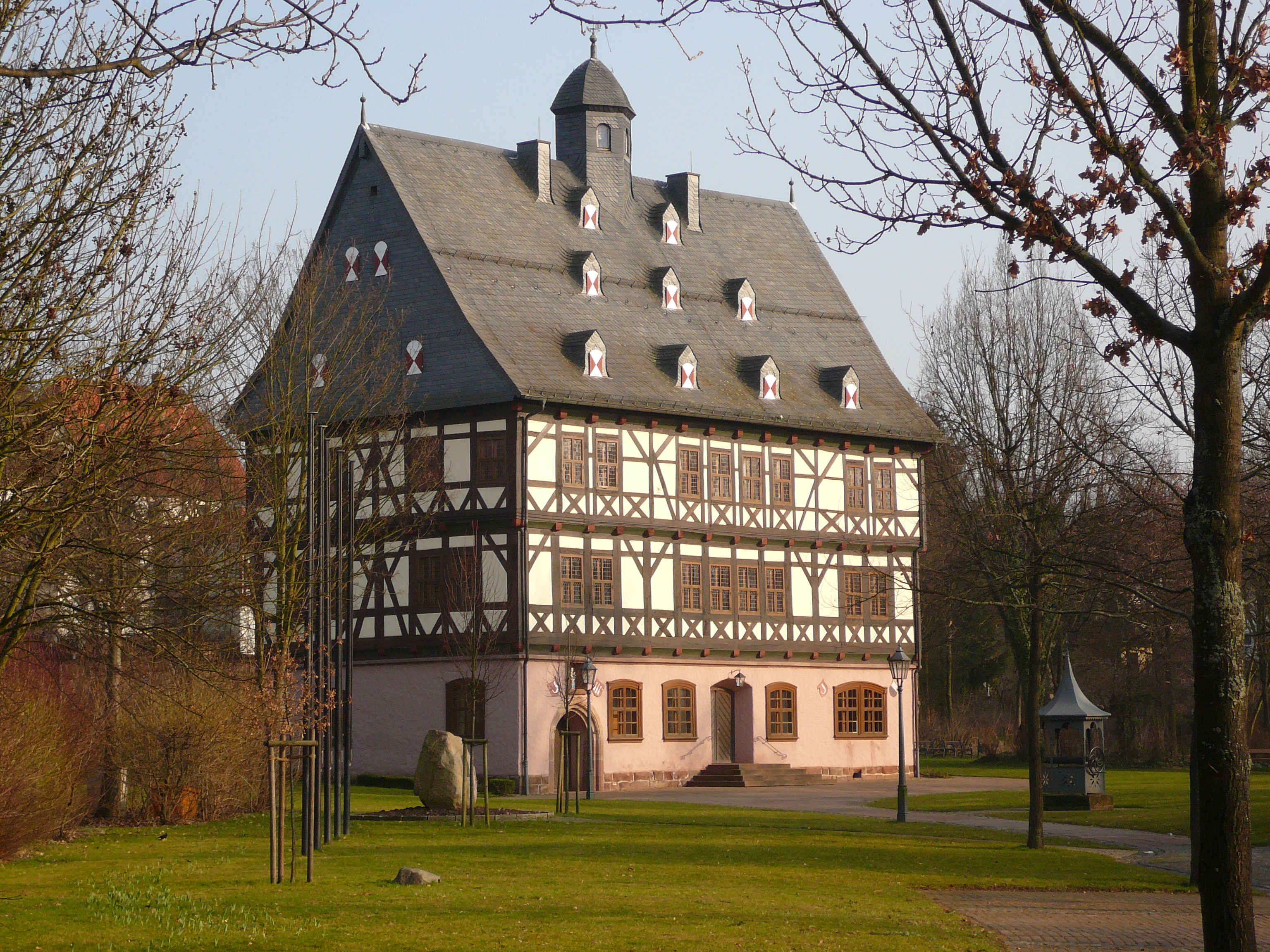
Ehemaliger Burgmannensitz von Minnigerode

Das Schloss Gieboldehausen besteht aus dem Herrenhaus des ehemaligen Burgmannensitzes der Herren von Minnigerode in Gieboldehausen. Es liegt südlich des Ortskerns in einer Grünanlage und wird oft als „Schloss“ bezeichnet. Das repräsentative Gebäude ist der Rest einer größeren Gutsanlage. Es handelt sich um ein dreigeschossiges Gebäude mit zwei vorkragenden Fachwerkstockwerken über einem aus Bruchstein gemauerten Sockelgeschoss mit steilem, schiefergedecktem Dach mit mittigem Dachreiter. Das Haus wurde zu Beginn des 16. Jahrhunderts errichtet, das massive Untergeschoss und der überwölbte Keller stammen jedoch von einem Vorgängerbau, der als befestigtes Steinhaus auch von Wassergräben umgeben war und seinerseits an Stelle einer älteren Motte errichtet worden sein könnte. Als ein früherer Besitzer des Hauses lässt sich ein Hans von Brudenhusen anführen, von dem Hans von Minnigerode der Jüngere im Jahre 1502 Haus, Hof Äcker und Wiesen in Gieboldehausen kaufte. Wahrscheinlich fand sich darunter auch das "Haus auf dem Wall" wieder. Hans von Minnigerode selbst war ab 1502 als Burgmann in Gieboldehausen genannt und fungierte in den Jahren 1521 bis 1532 als Amtmann. Nach 1520 ließ er das Haus in seiner heutigen Form errichten, wobei dendrochronologische Untersuchungen am Fachwerk auf das Jahr 1528 datieren.

### Grabhügel auf dem Kleinen Lohberg
Westlich von Gieboldehausen wurden bei archäologischen Bodenerkundungen auf dem Kleinen Lohberg eine Gruppe von 13 gut erhaltenen Grabhügeln entdeckt. Ihre Größe beträgt einen Durchmesser von 15 bis 20 m bei einer Höhe von 1 m. Durch Analogien zu ähnlichen Grabhügeln der Umgebung liegt eine Datierung  der Grabhügel in die Bronzezeit nahe. Wenige Meter der nordöstlichen Hügel außerhalb des Waldes, fand man weiterhin drei kleine mittelneolithische Siedlungsareale.

### Katholische Kirche St. Laurentius

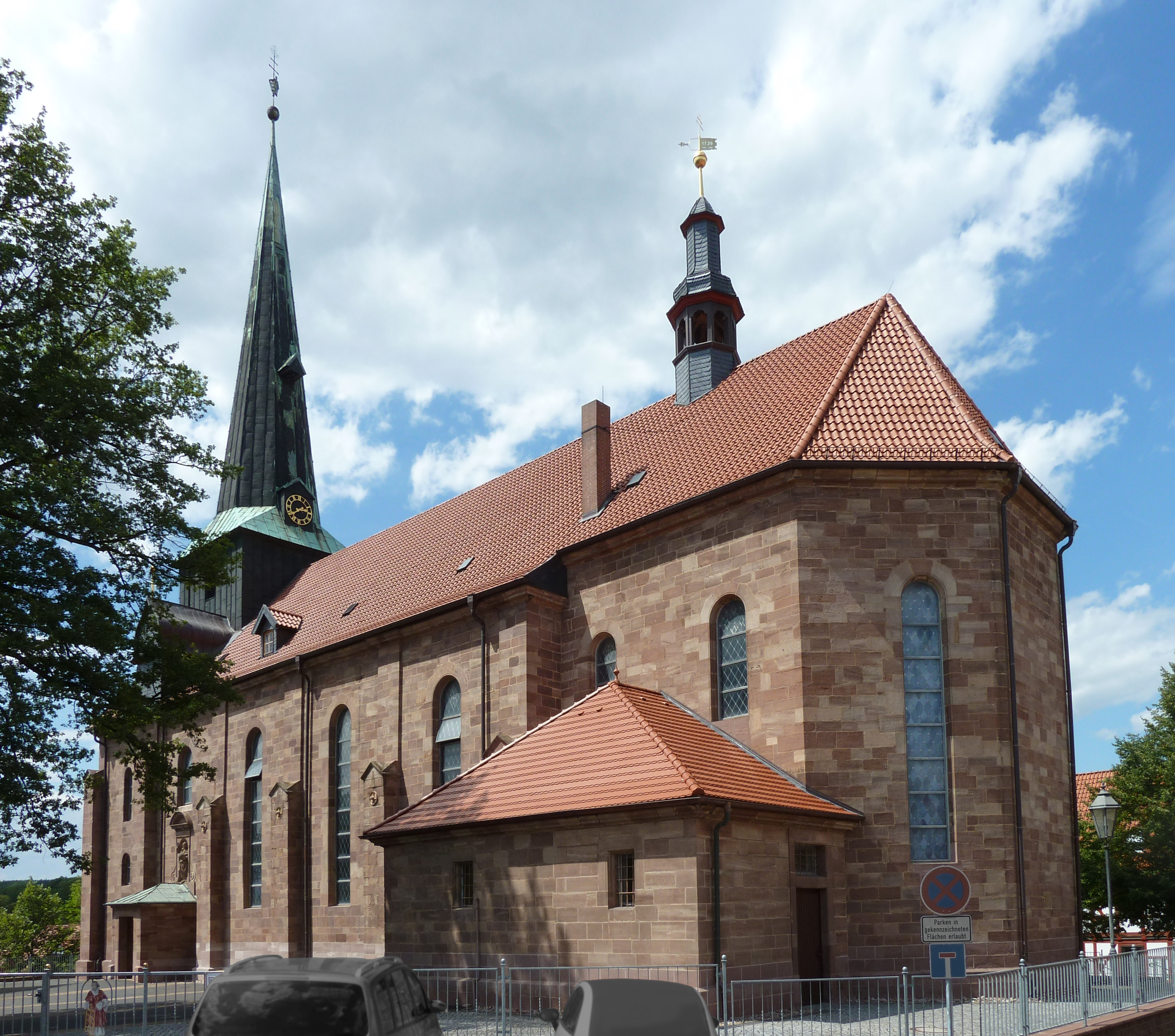
Katholische Kirche St. Laurentius im Barockstil mit gotischen Teilen

Die aus Sandsteinquadern errichtete Kirche St. Laurentius prägt durch ihre Größe und die Lage auf einer Anhöhe das Ortsbild von Gieboldehausen entscheidend. Sie wurde 1727–29 nach Plänen des Benediktinerpaters Philipp Kersten errichtet, wobei erhebliche Reste des gotischen Vorgängerbaus einbezogen wurden. Dieser Vorgängerbau, eine Kirche im gotischen Stil, wurde 1441 errichtet, zu den erhaltenen und einbezogenen Bauteilen zählen die Strebepfeiler, die Westwand sowie ein westliches Gewölbejoch. Als ein Beispiel für die weitere Verwendung der alten Kirche zählen dabei insbesondere die Strebepfeiler, welche vertikal, durch barocke Lisenen, bis zur Dachkante fortgeführt wurden. Im Inneren der Kirche befindet sich ein dreiachsiger Hochaltar von 1754 sowie eine Kanzel von 1733. Die Kirche St. Laurentius bildet mit dem 42 m langen und 14 m breiten Langhaus einen der stattlicheren Sakralbauten im Untereichsfeld. Eine Besonderheit stellt dabei die Kreuzgratwölbung im Innern dar. Sie bezeugt die stilistische Diskrepanz zwischen der Architektur, welche sich in der gotischen Raumauffassung der Gotteshäuser manifestiert und der plastischen Ausstattung der Kirchen des Eichsfeldes, die die Prägung des Barock besitzen. In der Gieboldehäuser Kirche wird dieser Umstand teilweise dadurch aufgehoben, dass den Hauptaltar und die Nebenaltäre eine farbliche, ornamentale und kompositionelle Übereinstimmung verbindet. Dabei liegen die einzelnen Komponenten allerdings zeitlich auseinander, wurden also nicht alle zur selben Zeit erstellt. Der Hochaltar wurde knapp 20 Jahre später gebaut als die Kanzel, welche sich auf die Jahre 1732/1733 datieren lässt und für die der Duderstädter Meister Ernst Merten verantwortlich war. Neben einer spätgotischen Pietà zählt eine holzgeschnitzte, barocke Leuchterstange zu den Kunstwerken der Kirche. Diese Leuchterstange trägt die Darstellung des an einem Baumstamm gefesselten, pfeildurchbohrten Heiligen Sebastian. Am 1. November 2014 kamen zur Pfarrei Gieboldehausen auch die Kirchen in Bodensee und Wollbrandshausen hinzu, und 2017 bekam die Kirche eine neue Tauf- und Evangelienglocke.

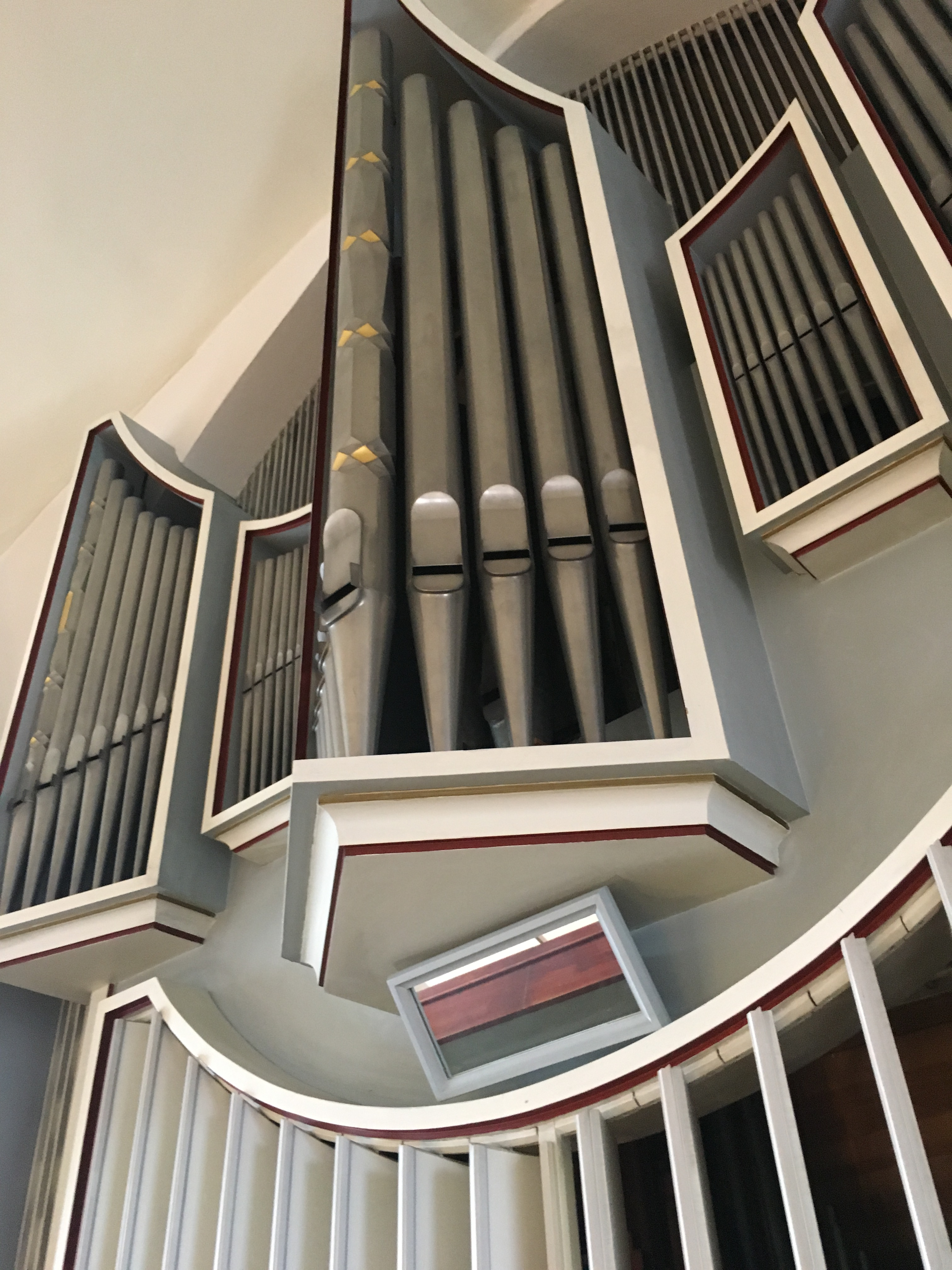
Der Prospekt des Hauptwerks mit verzierter Pfeife in der Mitte

#### Orgel
Die Orgel wurde 1971 vom Orgelbaumeister Rudolf Krell aus Duderstadt gefertigt. Sie besitzt 26 Register auf 2 Manualen und Pedal mit mechanischer Spieltraktur und elektrischer Registermechanik. Die Disposition entwickelte Joachim Förster als damaliger Kirchenmusiker an St. Paulus, Göttingen und lautet wie folgt:
| I Hauptwerk C–g3   |        |
| Prinzipal*         | 8′     |
| Rohrflöte          | 8′     |
| Quinte             | 5 1⁄3′ |
| Oktave             | 4′     |
| Spitzflöte         | 4′     |
| Waldflöte          | 2′     |
| Sesquialter II-III |        |
| Mixtur IV-V        | 1 ⁄3′  |
| Englischhorn       | 16′    |
| Trompete           | 8′     |

| II Schwellwerk C–g3 |        |
| Holzgedackt         | 8′     |
| Salizional          | 8′     |
| Hohlflöte           | 4′     |
| Quintadena          | 4′     |
| Prinzipal           | 2′     |
| Terz                | 1 3⁄5′ |
| Quinte              | 1 ⁄3′  |
| Zymbel III          | 1′     |
| Krummhorn           | 8'     |
| Tremulant           |        |

| Pedal C–f1     |     |
| Subbass        | 16′ |
| Prinzipalbass* | 8′  |
| Gamba          | 8′  |
| Choralbass     | 4′  |
| Bauernflöte    | 2′  |
| Rauschpfeife   | 2′  |
| Posaune        | 16′ |

* Teile dieses Registers stehen im Prospekt
- Koppeln: II/I, I/P, II/P
- Spielhilfen: Schwelltritt für II, Zungenabschalter, 2 freie Kombinationen

#### Glocken
Die aus dem Eichsfeld stammenden Glockengießer Otto lieferten für die St.-Laurentius-Kirche in Gieboldehausen im Jahr 1886 drei Bronzeglocken, die jedoch im Ersten Weltkrieg eingeschmolzen wurden. Im Jahr 1919/20 lieferte die renommierte Glockengießerei Otto aus Hemelingen/Bremen drei neue Bronzeglocken. Diese sind gestimmt auf f – as – b. Ihre Gewichte lauten: 1031 kg, 598 kg, 425 kg.

### Ev.-luth. Gustav-Adolf-Kirche

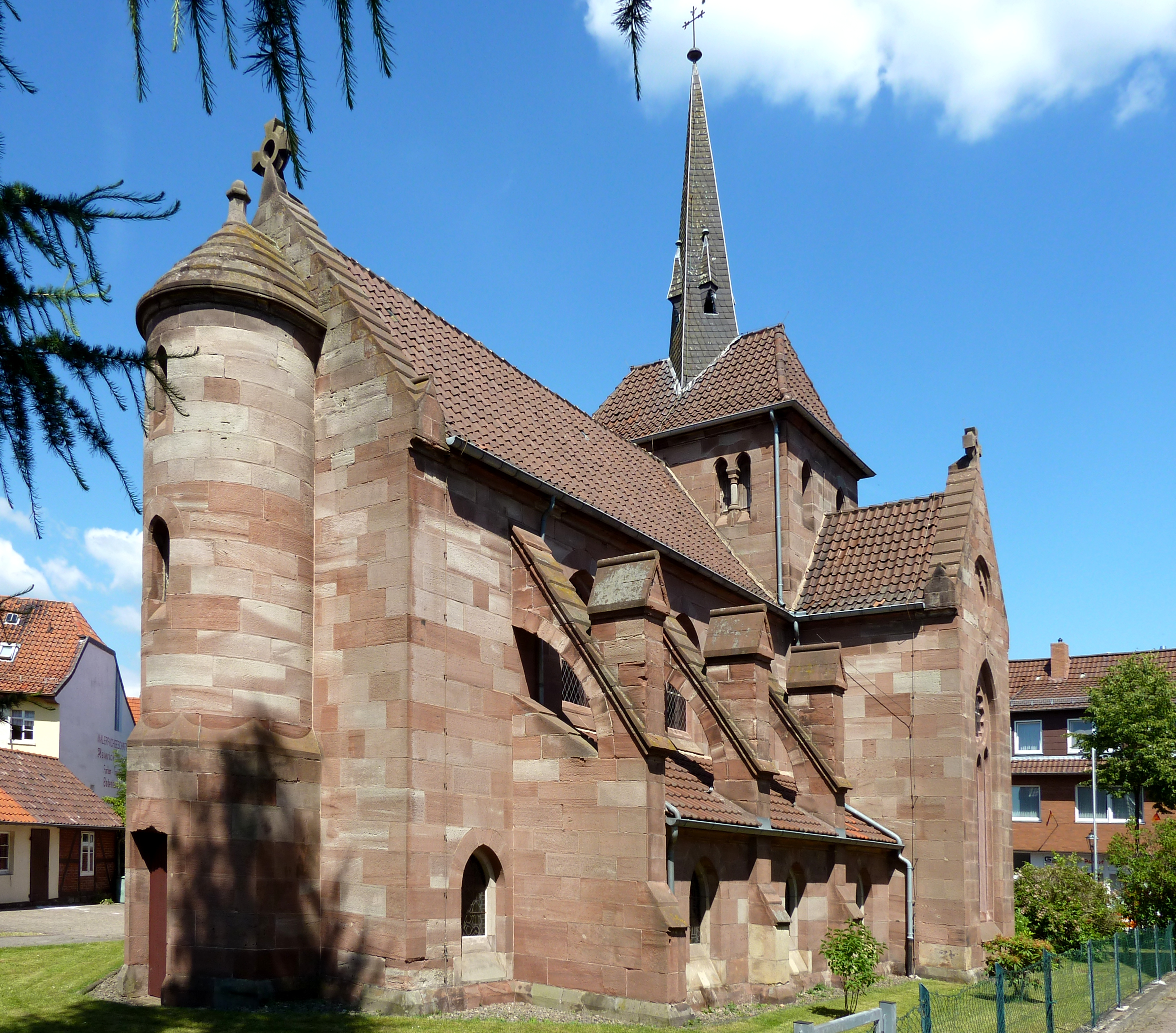
Die im neugotischen Stil erbaute ev-luth. Gustav-Adolf-Kirche

Neben der katholischen St.-Laurentius-Kirche existiert im Ort noch die 1877 im neugotischen Stil erbaute Gustav-Adolf-Kirche. Sie wird von der evangelisch-lutherischen Ortsgemeinde genutzt und ist geschichtlich mit historischen und kunsthistorischen Persönlichkeiten verbunden. So trat beispielsweise Kaiserin Auguste neben diversen Gustav-Adolf-Vereinen als Förderin der Kirche in Erscheinung. Erbauer der Kirche war der Hannoveraner Konsistorialbaumeister Conrad Wilhelm Hase, der sich unter anderem auch für die Marienburg bei Hildesheim verantwortlich zeichnete. Die Gustav-Adolf-Kirche steht, verbunden mit dem Namen des hannoverschen Architekten, als ein Beispiel für die von Hase begründete historische Baurichtung der Hannoverschen Schule. Die Kirche besitzt relativ kleine Ausmaße, so ist das 6-jochige Langhaus inklusive Chor nur 20 m lang. Trotzdem verfügt es über einen dreischiffigen basilikalen Aufbau mit Querhaus und ausgeprägten Strebesystem. Der Innenraum zeigt sich in einem recht schlichten Bild, farbliche Akzente setzen bei der Gestaltung des Raumes die Rippen und ein farbig gefasstes Holzkreuz mit einem romantisch gehaltenen Kruzifixus. An den Seitenwänden des Chores befinden sich zwei Gemälde, von denen das eine ein barockes Ölgemälde ist, welches die Geburt Christi darstellt und das andere ein Christus-Bild zeigt. Letzteres wurde 1877 angefertigt und war ein Geschenk der Kaiserin Auguste zur Kircheinweihung. Die Holzkanzel stammt von Hermann Schaper, einem Schüler von Conrad Wilhelm Hase. Er war auch unter anderem im Göttinger Rathaus tätig und hat in der Kirche auf tiefer gelegten Zinkplatten am Kanzelkorb die Darstellung der Vier Evangelisten ausgeführt.

#### Orgel

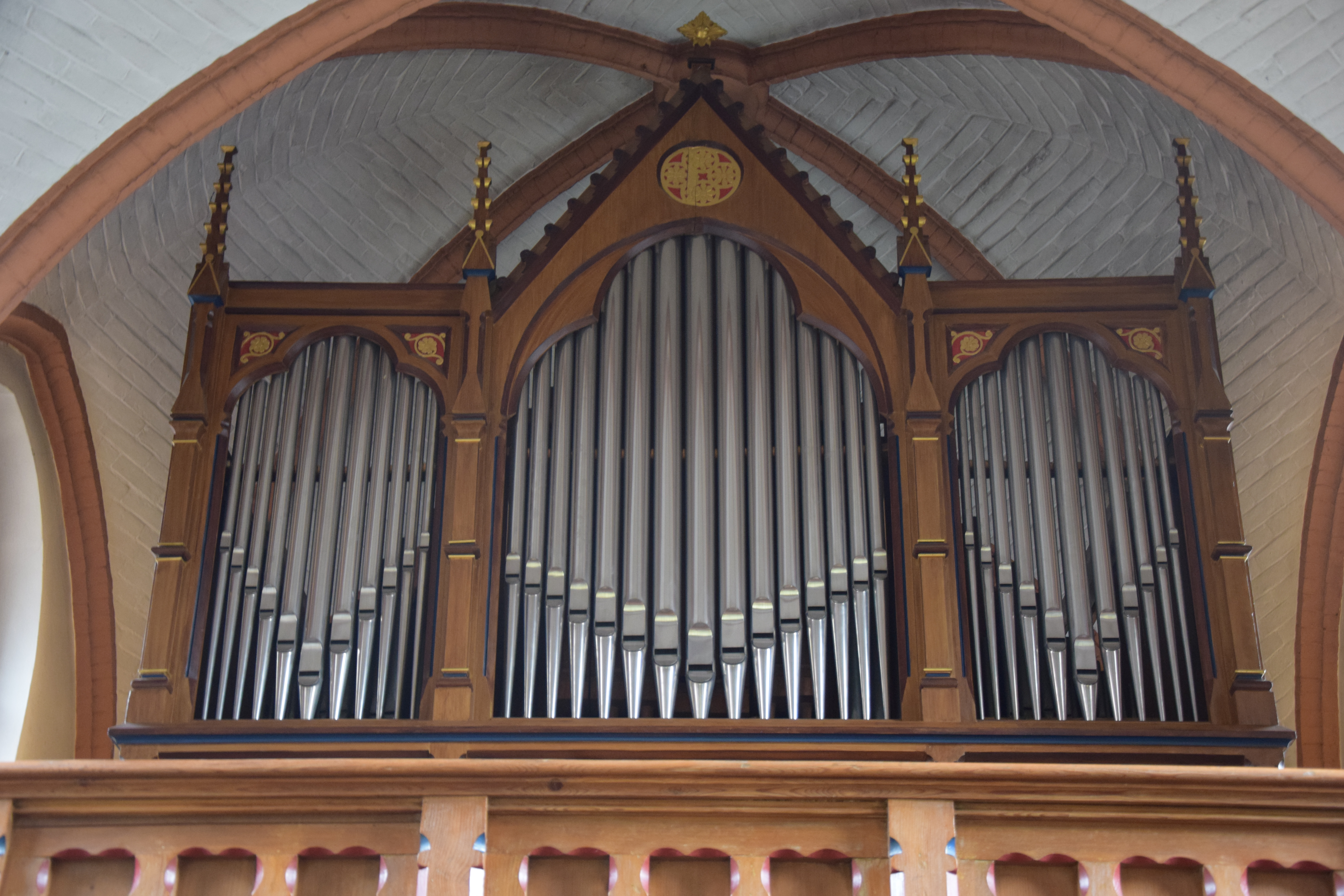
Prospekt der Krell-Orgel

1879 baute Orgelbaumeister Louis Krell aus Duderstadt eine Orgel mit 12 Registern auf 2 Manualen und Pedal für die Gustav-Adolf-Kirche. 1956/57 wurde die Orgel klanglich umgestaltet und ihrer ehemals schlüssigen Klangkonzeption beraubt. Im Jahre 1979 wurde eine Reparatur aufgrund von gravierenden Beheizungsschäden vorgenommen. Später wurde die Orgel komplett restauriert und auf den Zustand ihrer Entstehungszeit zurückgesetzt. Das 1956 von Paul Ott (Göttingen) hinzugefügte Register „Mixtur“ wurde zur Bereicherung der Klangpalette beibehalten. Die Arbeiten wurden von Franz Rietzsch aus Hiddestorf ausgeführt. 2021 Reinigung und Neuintonation durch Hans-Ulrich Funk aus Herzberg.

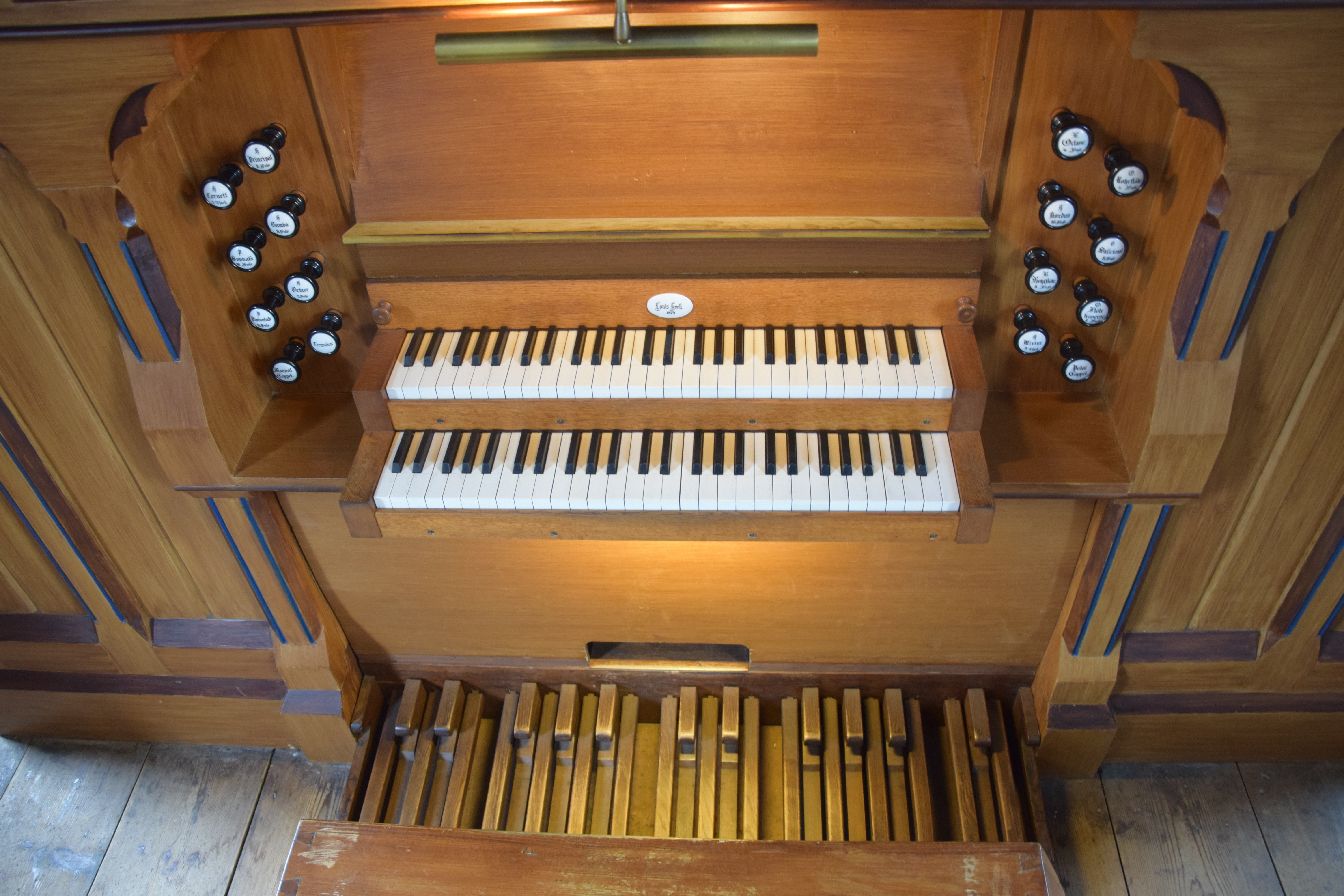
Spieltisch der Krell-Orgel

Die heutige Disposition der Orgel mit 13 Registern lautet: 
| I Hauptwerk C–f3 |     |
| Bordun           | 16′ |
| Principal        | 8′  |
| Hohlflöte        | 8′  |
| Gamba            | 8′  |
| Octave           | 4'  |
| Octave           | 2'  |
| Mixtur III-IV    |     |
| Cornett I-III    |     |

| II Hinterwerk C–f3 |    |
| Flöte traverse     | 8′ |
| Salicional         | 8′ |
| Rohrflöte          | 4′ |

| Pedal C–d1 |     |
| Subbaß     | 16′ |
| Violonbaß  | 8′  |

- Koppeln: II/I, I/P
- Tremulant für das gesamte Werk

#### Glocken
Die Glocken der Kirche stellen nochmals eine Besonderheit der Kirche dar. Sie wurden 1873 aus französischen Kanonen gegossen und stellen ein Geschenk Kaiser Wilhelms I. dar.
| Nr. | Inschrift                                                      | Gussjahr | Gießer               | ∅ (mm) | Gewicht (kg) | Norminal (16tel) |
| 1   | "Gegossen aus franzoesischen Kanonen erobert im Krieg 1870/71" | 1873     | C. F. Ulrich, Apolda | 1160   | ca. 750      | f1               |
| 2   | "Ehre sei Gott in der Höhe und Friede auf Erden"               | 1873     | C. F. Ulrich, Apolda | 925    | ca. 385      | a1               |

### Motorrad-Reise-Treffen (MRT)
Seit 1997 findet hier jährlich im Spätsommer das Motorrad-Reise-Treffen statt, das im Laufe der Zeit zu einem der bedeutendsten und bundesweit unter Enduristen und Motorrad-Reisenden beliebtesten Treffen avanciert ist.

## Verkehr

### Straße
Gieboldehausen ist verkehrsmäßig über die B 27 (Göttingen-Braunlage) und B 247 (Duderstadt-Northeim) angeschlossen. Des Weiteren führen die Kreisstraßen K 107 über Rüdershausen nach Rhumspringe und die K 108 über Lütgenhausen und Wollershausen ebenfalls nach Rhumspringe.

### ÖPNV
Der Bahnhof Gieboldehausen lag an der inzwischen zum Radweg umgebauten Bahnstrecke Leinefelde–Wulften. Der nächste Bahnhaltepunkt ist in Hattorf.
Gieboldehausen ist über eine VSN-Buslinie mit Rhumspringe und Duderstadt verbunden und über weitere Linien mit Duderstadt, Ebergötzen und Göttingen sowie Bilshausen und Ebergötzen. Die Busse werden von der RBB betrieben.

### Rad-/Wanderwege
Die ehemalige Bahntrasse wurde zwischen Rollshausen und Wulften zum Radweg umgebaut. Weiterhin verlaufen befestigte Wirtschaftswege nach Wollbrandshausen. Die K 108 ist aufgrund des Verkehrsaufkommens ebenfalls für Radfahrer nutzbar. Entlang der B 27 soll in Richtung Herzberg am Harz ein Straßenbegleitender Radweg entstehen.

## Bildung
Gieboldehausen hat eine kooperative Gesamtschule, eine Grundschule und zwei Kindergärten.

## Persönlichkeiten
- Martin Beck (1109–1143), Geistlicher und Minnesänger am Stift Gandersheim[16]
- Franz Ignaz Wedekind (1710–1782), Rechtswissenschaftler
- Ludwig Hugo Ripping (1837–1898), Psychiater
- Otto Meyer (1869–1947), Lehrer und Dichter, Direktor der Deutschen Hilfsvereinsschule in Porto Alegre
- Werner Disse (1881–1962), Bürgermeister und Landrat
- Hugo Dittberner (* 1944), Schriftsteller
- Willi F. Gerbode (* 1955), Schriftsteller und literarischer Kabarettist
- Willi Döring (1924–1997), Bürgermeister von Gieboldehausen, Landrat, Landtagsabgeordneter (CDU)
- Klaus Keil (1954–2022), Theologe, Musikwissenschaftler, Leiter der Zentralredaktion des RISM